# Hafendetektiv
Hafendetektiv ist eine deutsche Krimiserie, die 1987 und 1991 im Vorabendprogramm der ARD lief. Sie spielt in Duisburg und erzählt von den Fällen des Privatdetektivs Benno Stepanek (Klaus Löwitsch).

## Handlung
Albert Löffelhardt hat seine Tätigkeiten als Detektiv für zwei Jahre unterbrochen, um in Afrika das Grab seines dort im Krieg gefallenen Vaters zu suchen. Zurück in Duisburg nimmt er mit neuen Papieren und unter dem neuen Namen Benno Stepanek seine Arbeit wieder auf. Hauptsächlich im Auftrag von Kriminaloberrat Eberhardt Toffer ermittelt er in verschiedensten Fällen, die sich im Duisburger Hafen abspielen. Unterstützt wird er dabei erneut von seinen alten Bekannten Irene (seiner Ex-Freundin) und Franz, bei dem Irene arbeitet.

## Hintergrund
Hafendetektiv ist ein Spin-off der Detektivserie Detektivbüro Roth, in der Klaus Löwitsch in neun Episoden für Ermittlungen beauftragt wird. Auch Hildegard Krekel sowie Horst A. Fechner waren dort bereits dabei.
Wie auch bei Detektivbüro Roth stammen die Drehbücher zur Fernsehserie von Felix Huby (u. a. Ein Bayer auf Rügen, Tatort, Großstadtrevier).
Die erste Staffel lief vom 12. Januar 1987 bis 16. Februar 1987 und vom 11. Juli 1987 bis 26. September 1987. Die zweite Staffel lief vom 10. Oktober 1991 bis zum 19. Dezember 1991.

## Episoden
Staffel (1987)
1. Mein Name ist Stepanek
2. Die marokkanischen Brüder
3. Der Doppelgänger
4. Toffers V-Mann
5. Briefgeheimnis
6. Haus Abendsonne
7. Falle für Stepanek
8. Der König von Ruhrort
9. Kalte Rache
10. Haie im Yachthafen
11. Der Tod des Schiffers
12. Brilliantenfieber
13. Madonna mia

2. Staffel (1991)
1. Alles zu seiner Zeit
2. Der Kurier
3. Entsorgung
4. Schnee im Hafen
5. Die Spur der Steine
6. Mit gezinkten Karten
7. Die doppelte Lotte
8. Wasser marsch
9. Sündenbock
10. Eine nette Familie
11. Kemal